# Vittariaceae
Vittariaceae, nekadašnja porodica u redu Polypodiales. Ime je dobila po rodu Vittaria, ili trakastoj paprati. Rodovi koji su bili uključivani u nju su:
1. Ananthacorus Underw. & Maxon, danas u porodici Pteridaceae
2. Anetium (Kunze) Splitgerber, vrste su danas u rodovima Polytaenium i Elaphoglossum[1]
3. Antrophyum Kaulf. danas u porodici Pteridaceae
4. Hecistopteris J.Sm. danas u porodici Pteridaceae
5. Monogramma Schkuhr, vrste danas u rodovima Vaginularia, Haplopteris,  Cochlidium, Scleroglossum i Oreogrammitis.[2]
6. Rheopteris Alston, danas u porodici Pteridaceae
7. Vaginularia Fée, danas u porodici Pteridaceae
8. Vittaria Sm., danas u porodici Pteridaceae